# Вощанка (гравёры)

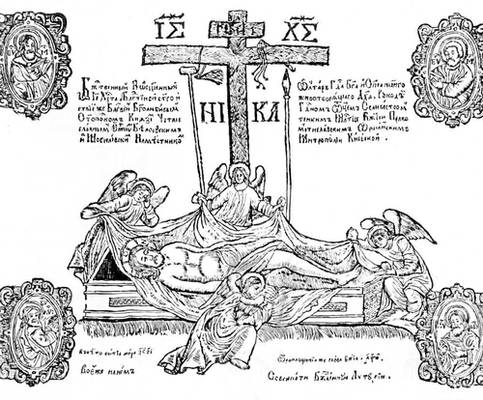
Антиминс «Положение во гроб Христа», автор Василий Вощанка (1708).

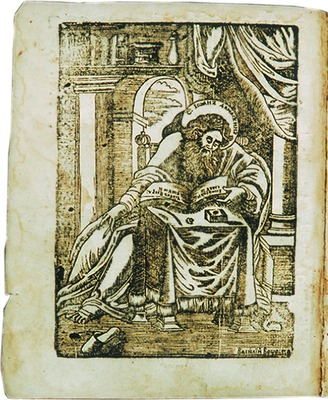
Иоанн Дамаскин. Гравюра Василия Вощанки

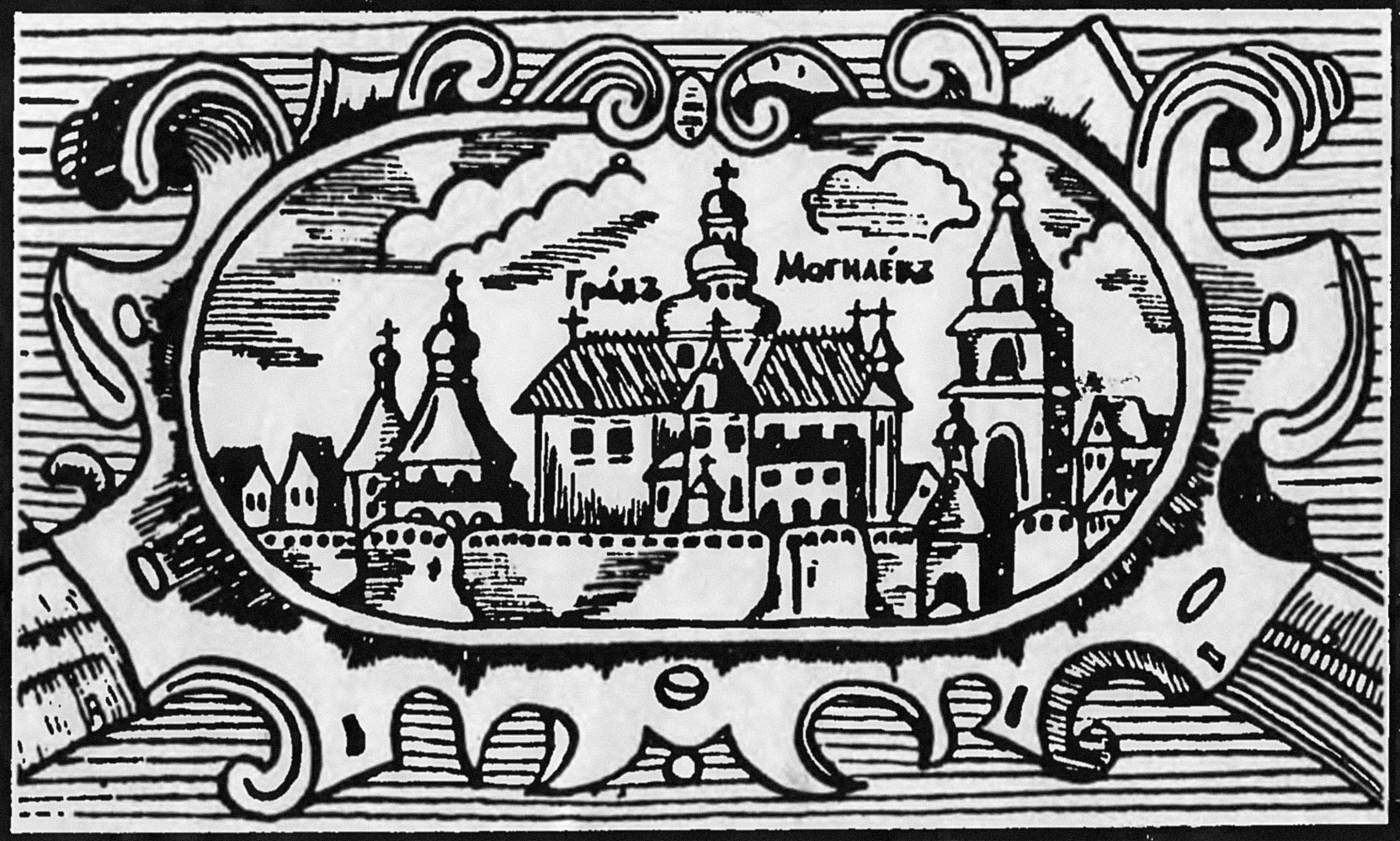

Максим Ярмолинич Вощанка (ум. в 1708) и Василий Максимович Вощанка (ум. не раньше 1730) — белорусские гравёры, работавшие в конце XVII — начале XVIII века; отец и сын. В белорусском искусствоведении их творчество обычно относят к могилёвской художественной школе, отличающейся пластичностью форм и светской трактовкой религиозных мотивов.

## Максим Ярмолинич
Максим Ярмолинич — гравёр по меди. Возглавлял типографию Могилёвского Богоявленского братства (1680—1708). Произведения: 16 гравюр для книги «Монархия Турецкая, описанная Рико» («Monarchia turecka opisana przez Ricota») (Слуцк, 1678) и 23 гравюры для книги «Акафисты и каноны» (Могилёв, 1693).

## Василий Максимович
Василий Максимович — гравёр по дереву. Работал в Могилёве в 1694—1730 годах. Произведения: антиминсы (гравюры на дереве, напечатанные на холсте) — 1694, 1708 («Положение во гроб Христа») и 1723; заглавные листы в книге «Диоптра» (1698), «Небо новое» (1699), «Перло многоценное» (1699), «Житие святых» с заглавным листом — видом Москвы (1702); листы «Иоанн Дамаскин» и «Рождество» в «Осмогласнике» (1730).